# Austro-Americana

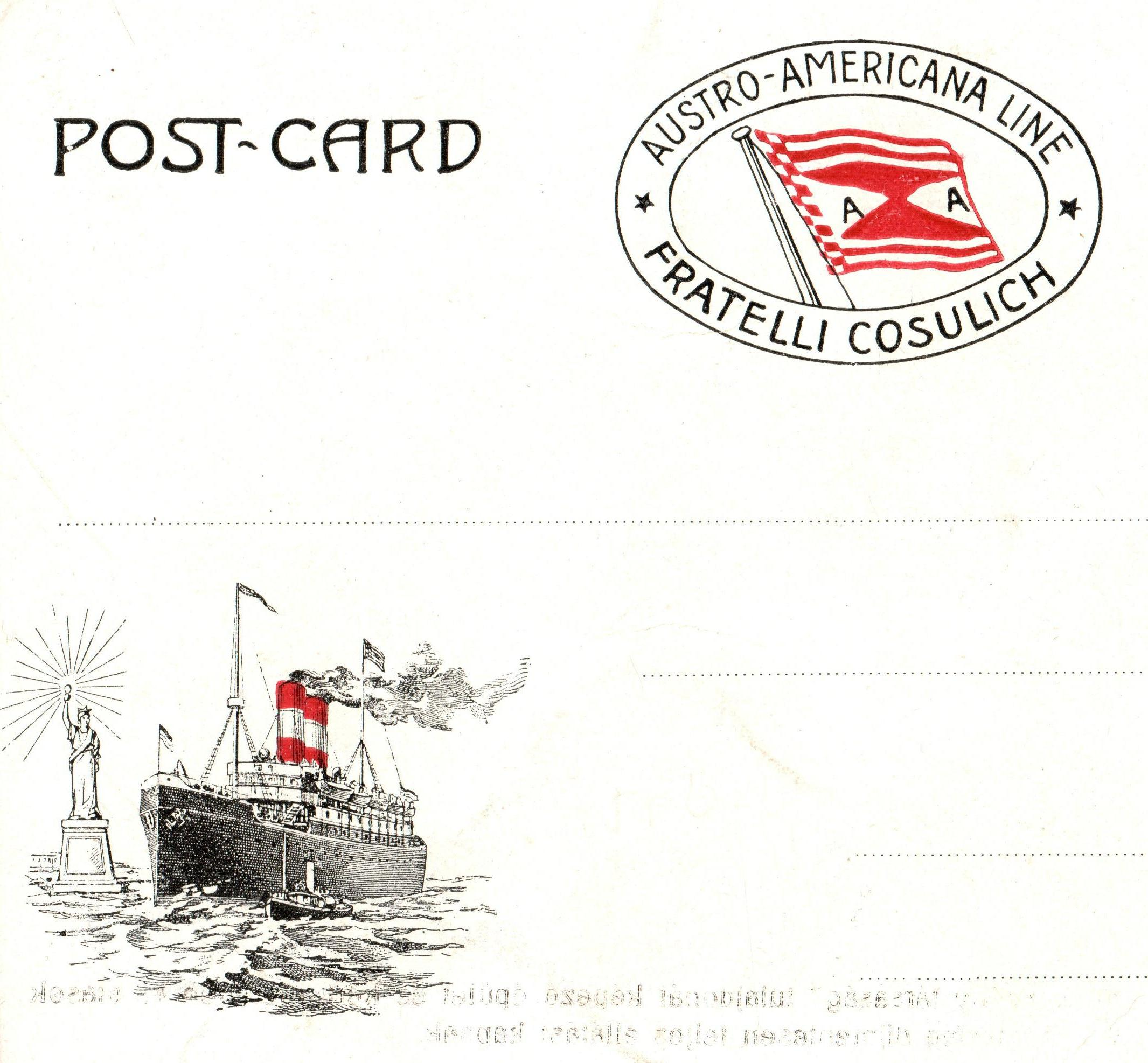
Die Reedereiflagge und eine stilisierte Darstellung der Martha Washington vor der Freiheitsstatue in New York.

Die Austro-Americana war eine Reederei in Österreich-Ungarn mit Sitz in Triest. Sie wurde 1895 vom Spediteur und Gründer der Schenker-Spedition, Gottfried Schenker, August Schenker-Angerer und William Burell gegründet, um eine Frachtlinie zwischen Österreich-Ungarn und Nordamerika zu betreiben. Der Wunsch der Baumwollindustrie in Österreich nach einem heimischen Importeur bot zudem eine gewisse Sicherheit, dass sich solch eine Frachtlinie auch rentieren würde.

## Geschichte

### Die ersten Jahre

Die 1904 gebaute Giulia zählte zu den ersten für den Auswandererdienst der Reederei gebauten Einheiten

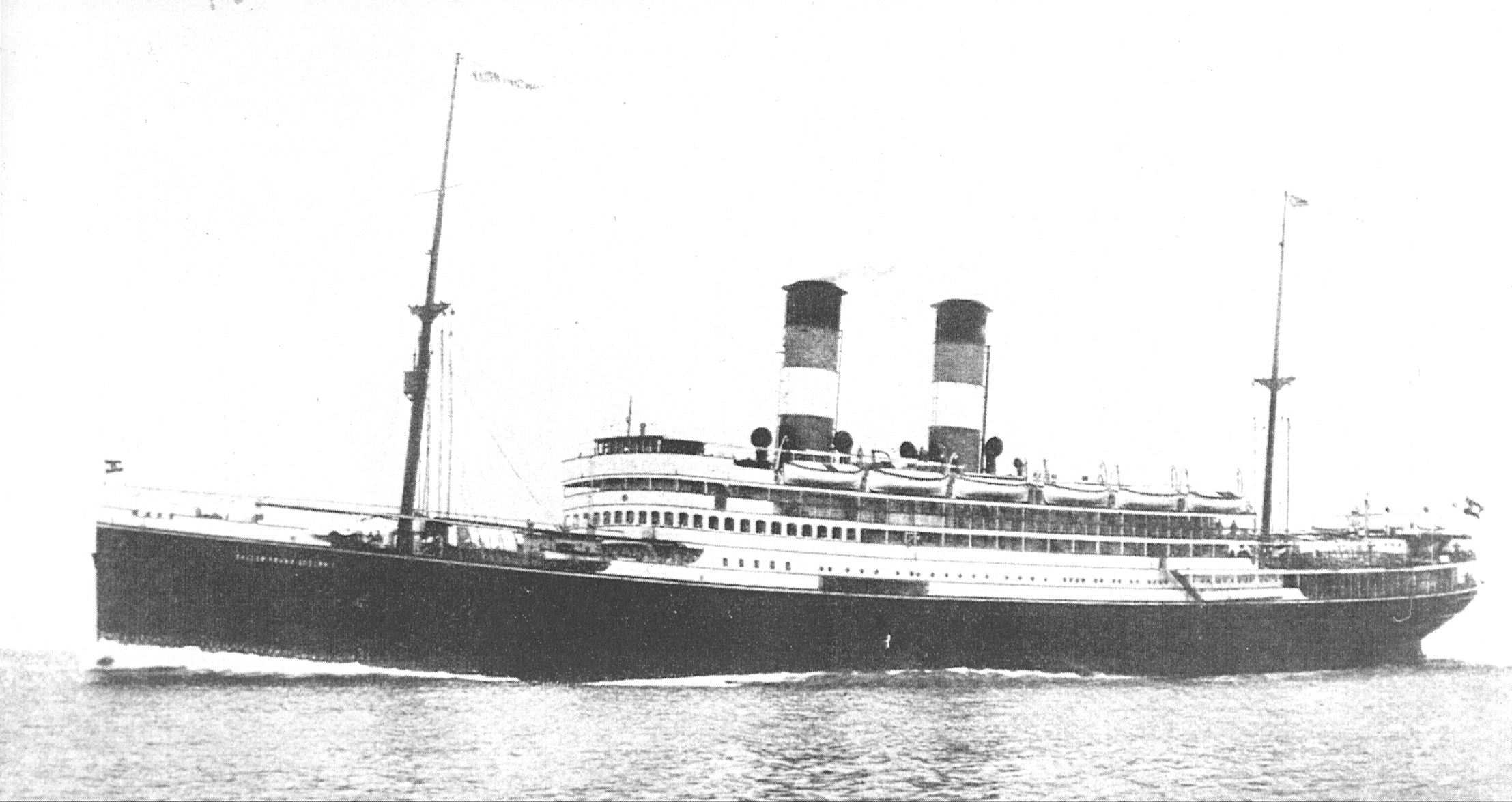
Die Kaiser Franz Joseph I., das größte je gebaute österreichisch-ungarische Handelsschiff

Die ersten vier Schiffe der Gesellschaft wurden im Gründungsjahr aus England erworben. Die ersten Fahrten fanden im sechs-Wochen-Takt statt und gingen von Triest nach Mobile, Brunswick, Charleston, Wilmington und Newport News, sowie bei Bedarf auch zu anderen Häfen der Ostküste. Da das Geschäft gut lief, wurden 1897 drei und 1898 vier weitere, gebrauchte Schiffe zugekauft. Infolge der Weltwirtschaftskrise 1901 bis 1902 mussten jedoch wieder einige Schiffe verkauft werden. 1902 stieg zudem William Burell aus der Gesellschaft aus und verkaufte seine Anteile an die Gebrüder Cosulich (kroat. Kosulić). Das Aktienkapital wurde aufgestockt, 14 Schiffe aus der Reederei der Cosulichs übernommen und die Gesellschaft 1903 in „Vereinigte österreichische Schiffahrtsgesellschaften der Austro-Americana und der Gebrüder Cosulich“ (Unione Austriaca di navigazione Austro Americana e Fratelli Cosulich Società anonima) umbenannt.

### Expansion bis zum Ersten Weltkrieg
1904 hatte die Gesellschaft somit 19 Schiffe. Im selben Jahr wurden auch erstmals Passagiere befördert, da zu dieser Zeit viele Personen in die Vereinigten Staaten von Amerika (USA) auswanderten, und sich somit ein ertragreiches Geschäftsfeld anbot. Hierbei konnte man zudem den beiden norddeutschen Konkurrenten Norddeutscher Lloyd und Hamburg-Amerika-Linie, die schon bisher Einwohner der k. u. k. Monarchie in die USA beförderten, Kunden abzweigen. Mit dem Einstieg ins Passagiergeschäft reagierte man jedoch auch auf die Abmachung der englischen Cunard-Linie mit der ungarischen Regierung, die die Übernahme des ungarischen Auswandererverkehrs vorsah. Es wurde befürchtet, dass mit den Passagieren auch der Frachtverkehr zunehmend auf die Cunard-Linie hätte verlagert werden können, was die Austro-Americana in ihrer Existenz bedroht hätte. Der erste österreichische „Auswandererdienst“ legte daher am 9. Juni 1904 in Triest mit 316 Emigranten an Bord des Dampfers Gerty ab. Gegen die starke Konkurrenz aus Norddeutschland sowie England konnte sich die Austro-Americana dennoch nur aufgrund staatlicher Subventionen behaupten.
In der Folge expandierte die Verkehrsgesellschaft in einem in Österreich noch nie da gewesenen Tempo. Wurden 1904 noch 2.172.478 Meterzentner (100 kg) Fracht und 4.224 Personen befördert, waren es 1912 bereits 10.133.490 Meterzentner und 101.670 Passagiere. 1905 erwarb die Gesellschaft ein Gebäude in Triest, in dem man ein Auswandererheim für 1.500 Personen einrichtete. Ab 1906 erhielt die Austro-Americana das Recht, auch italienische Passagiere aus Neapel und Palermo aufzunehmen. 1907 wurde der Südamerika-Dienst aufgenommen. 1908 mussten drei vom Österreichischen Lloyd gecharterte Schiffe aufgrund der schlechten Wirtschaftslage in den Vereinigten Staaten zurückgegeben, sowie mehrere Frachter vorübergehend außer Dienst gestellt werden. Im selben Jahr konnte jedoch mit der Martha Washington (8.145 BRT) der erste große Transatlantikliner der Reederei in Dienst gestellt werden.
1910 erhielt das Unternehmen einen Schifffahrts- und Postvertrag mit Postrecht auf der Nord- und Südatlantikroute. Zugleich wurde die Gesellschaft zur Aufnahme eines Liniendienstes Triest – Rio de Janeiro – Santos – Buenos Aires verpflichtet, verbunden mit einer staatlichen Subvention. Diese machte im Jahr 1913 1,53 Millionen Kronen aus. In etwa gleich hoch war zwei Jahre zuvor auch der ausgewiesene Gewinn. Zum Vergleich: Der im Mittelmeer und Asien tätige Österreichische Lloyd erhielt Subventionen für sein gesamtes Liniennetz im Ausmaß von rund 10 Millionen Kronen jährlich. Um unnötige Konkurrenz zu vermeiden, wurden die Tätigkeitsbereiche zwischen Lloyd und Austro-Americana vertraglich geregelt.
Die Reederei versucht in dieser Zeit, sich an den Thronfolger Erzherzog Franz Ferdinand anzunähern. Schiffsnamen wie die nach dessen Gattin benannte Sofia Hohenberg (1905 im Lloydarsenal vom Stapel, 5.400 BRT) oder die nach dem Amtssitz des Erzherzogs getaufte Belvedere (1913 in Monfalcone gebaut, 8.600 BRT) sind davon Zeuge.
Um von Schiffsimporten unabhängig zu sein, beteiligt sich die Reederei 1908 an der Gründung der Werft Cantiere Navale Triestino (CNT) in Monfalcone. Am 9. September 1911 lief die Kaiser Franz Joseph I. bei CNT vom Stapel. Mit dabei waren Erzherzogin Maria Josepha als Taufpatin und Marinekommandant Admiral Rudolf Montecuccoli sowie zahlreiche hohe Würdenträger, Industrielle, Kaufleute und Arbeiter. Mit 12.567 Tonnen, 145 Meter Länge, 18 Meter Breite, 7,9 Meter Tiefgang und 12.800 PS war es größer als jedes andere jemals gebaute österreichische Handelsschiff und somit das Flaggschiff der österreichisch-ungarischen Handelsmarine.
1912 beginnt der Bau der Kaiserin Elisabeth, der Dampfer soll mit 15.500 BRT noch größer als ihr Schwesterschiff der Kaiser Franz Joseph I. werden. 1914 bricht ein Feuer auf der Werft aus und wegen des kurze Zeit später beginnenden Ersten Weltkrieges wird der Bau nicht mehr aufgenommen. Das Werftgelände wird in der Folge Kriegsschauplatz und der Rumpf des Schiffes, dessen Weiterbau 1917 kurzzeitig unter dem Namen Isonzo geplant war, wird im Zuge von Kampfhandlungen irreparabel beschädigt. Sein Bau wird nach Kriegsende nicht mehr wieder aufgenommen. 

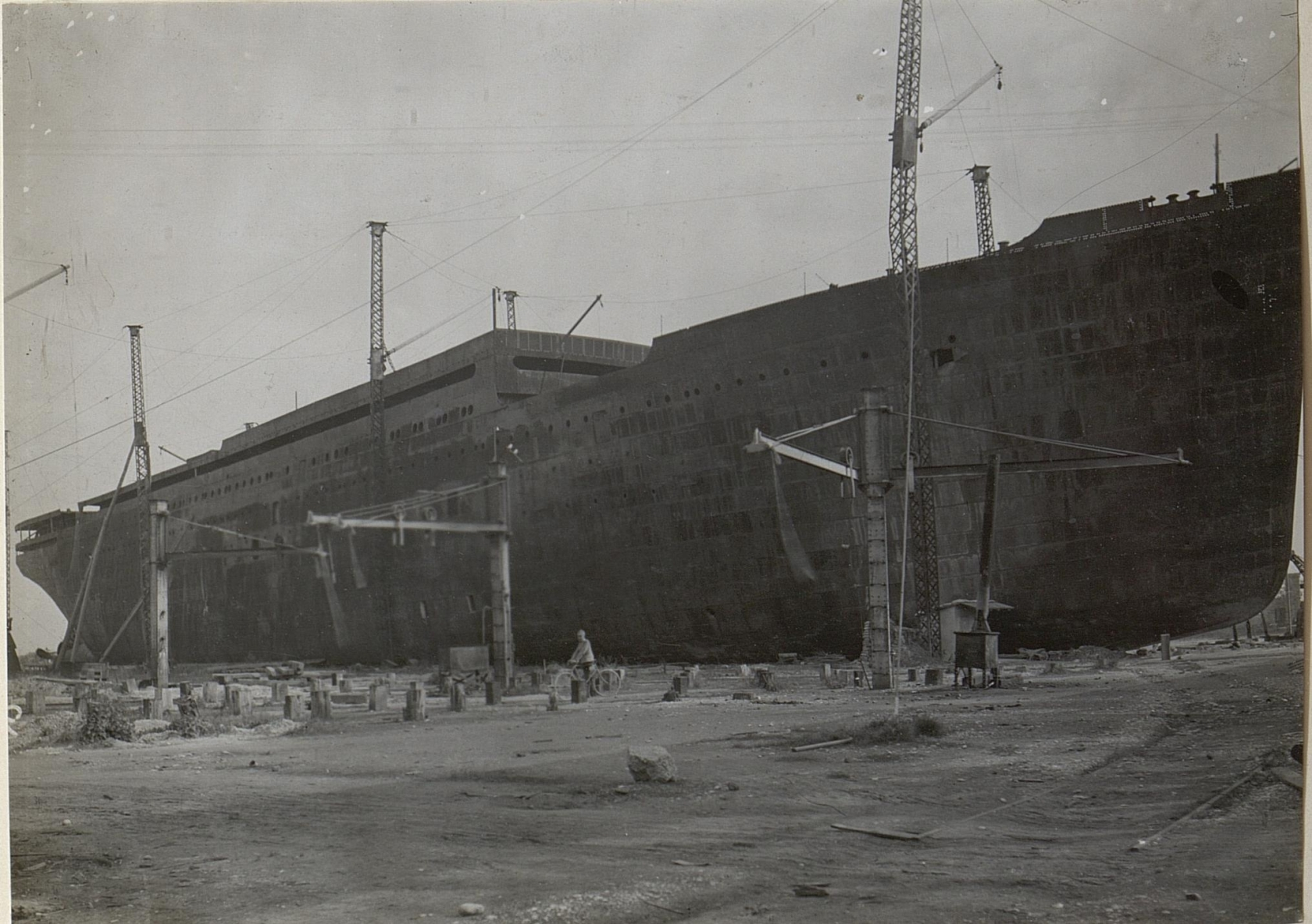
Die Kaiserin Elisabeth wäre mit 15.500 BRT das größte Schiff der österreichischen Handelsflotte geworden, der Bau wurde 1914 kriegsbedingt eingestellt und nicht mehr wieder aufgenommen

1913, im letzten Friedensjahr, importierte die Austro-Americana 939.912 Meterzentner und exportierte 854.642 Meterzentner. Darin enthalten: 95 Prozent des gesamten Warenverkehrs zwischen Österreich-Ungarn und Südamerika. Anfang 1914 übernahmen österreichische Banken die Anteile der deutschen Großreedereien, wodurch sich das Unternehmen zur Gänze in österreichischer Hand befand. Mit Kriegsausbruch war internationale Schifffahrt jedoch nicht mehr möglich. Die Austro-Americana erlitt ein ähnliches Schicksal wie der Österreichische Lloyd. Schiffe, die sich im Ausland – also in Nord- oder Südamerika bzw. auf dem Weg dorthin oder zurück – befanden, wurden von gegnerischen Staaten beschlagnahmt oder beschossen. Weitere Schiffe wurden von der k.u.k. Kriegsmarine beansprucht – etwa als Hospitalschiff.

### Schicksal nach Kriegsende
Von einst 31 Dampfschiffen gegen Kriegsbeginn blieben 1918 nur noch zehn übrig. Die Austro-Americana (auch Unione Austriaca di Navigazione) wurde schlicht zur Unione di Navigazione S.A. Mitglieder der Triestiner Reederei-Familie Cosulich übernahmen das Unternehmen, das ab März 1919 Cosulich Società Triestina di Navigazione – umgangssprachlich kurz Cosulich-Linie – hieß. Um 1927 umfasste die Flotte bereits wieder 24 Schiffe mit 183.000 BRT. In dieser Zeit wurden mit den beiden Schwesterschiffen Saturnia und Vulcania die ersten großen Motorschiffe auf der Atlantikroute in Betrieb genommen. Von 1932 bis 1936 war die Reederei Teil der Gesellschaft Italia-Flotte Riunite, Cosulich-Lloyd Sabaudo – N.G.I. Ihre Passagierlinien verbanden Triest mit New York und Südamerika. Waren wurden von und nach Nord-, Mittel- und Südamerika transportiert – also ähnlich der Austro-Americana. Aufgrund neuerlicher finanzieller Schwierigkeiten  wurde die ehemalige Cosulich-Linie auf staatlichen Druck 1937 in die Italian Line eingegliedert.

## Bilder

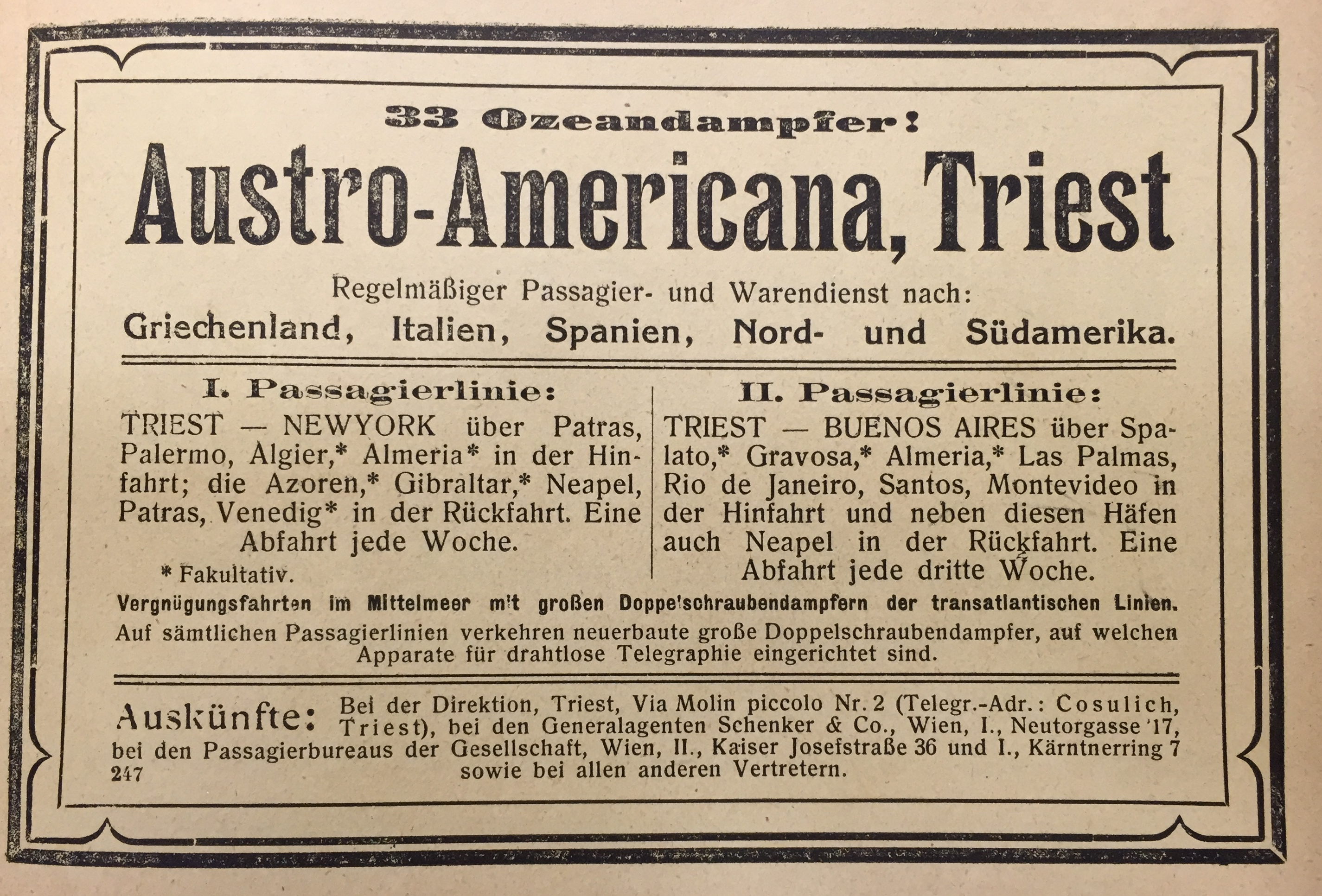
Inserat (um 1910)
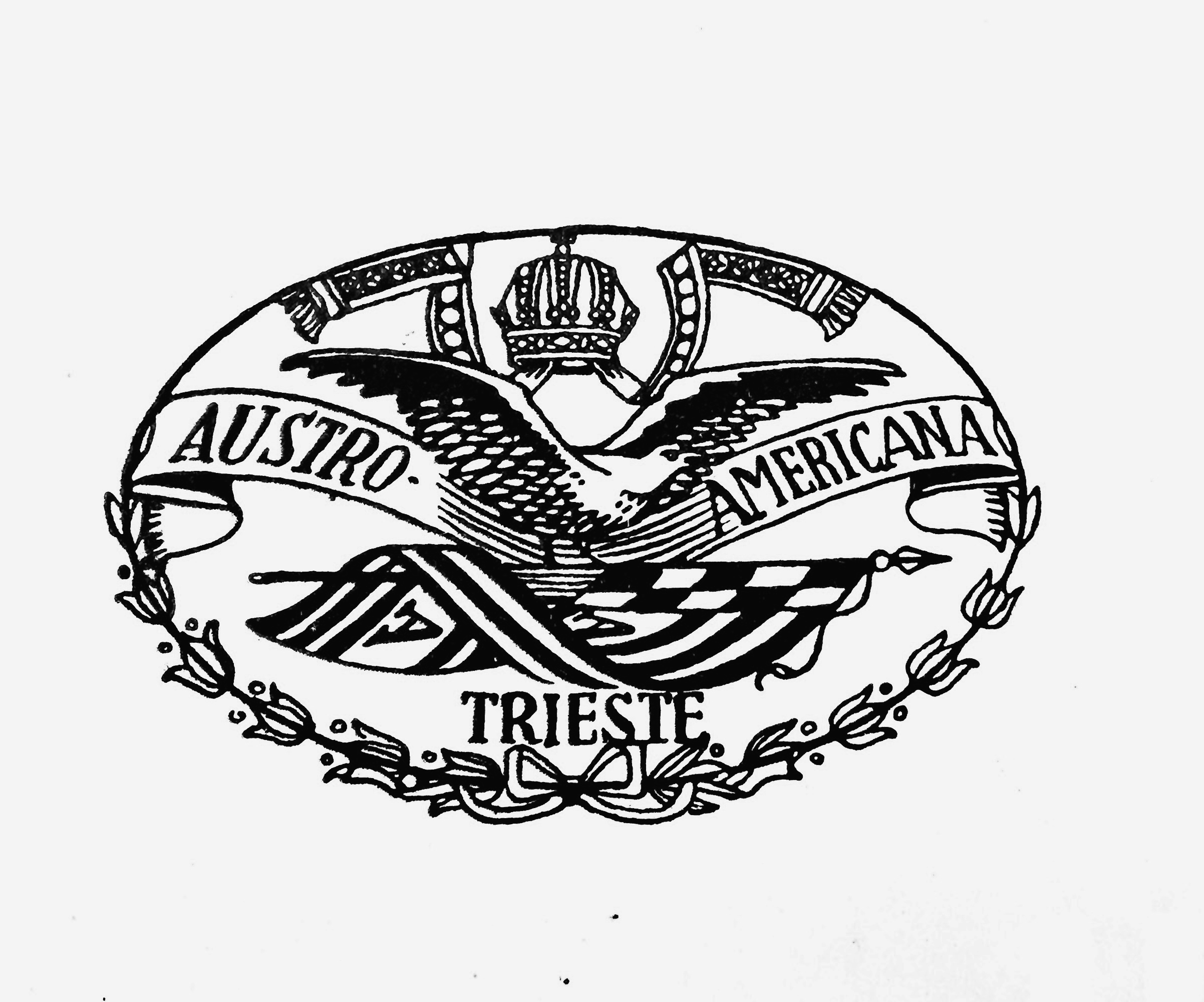
Logo (1913)
Die Belvedere (um 1913)
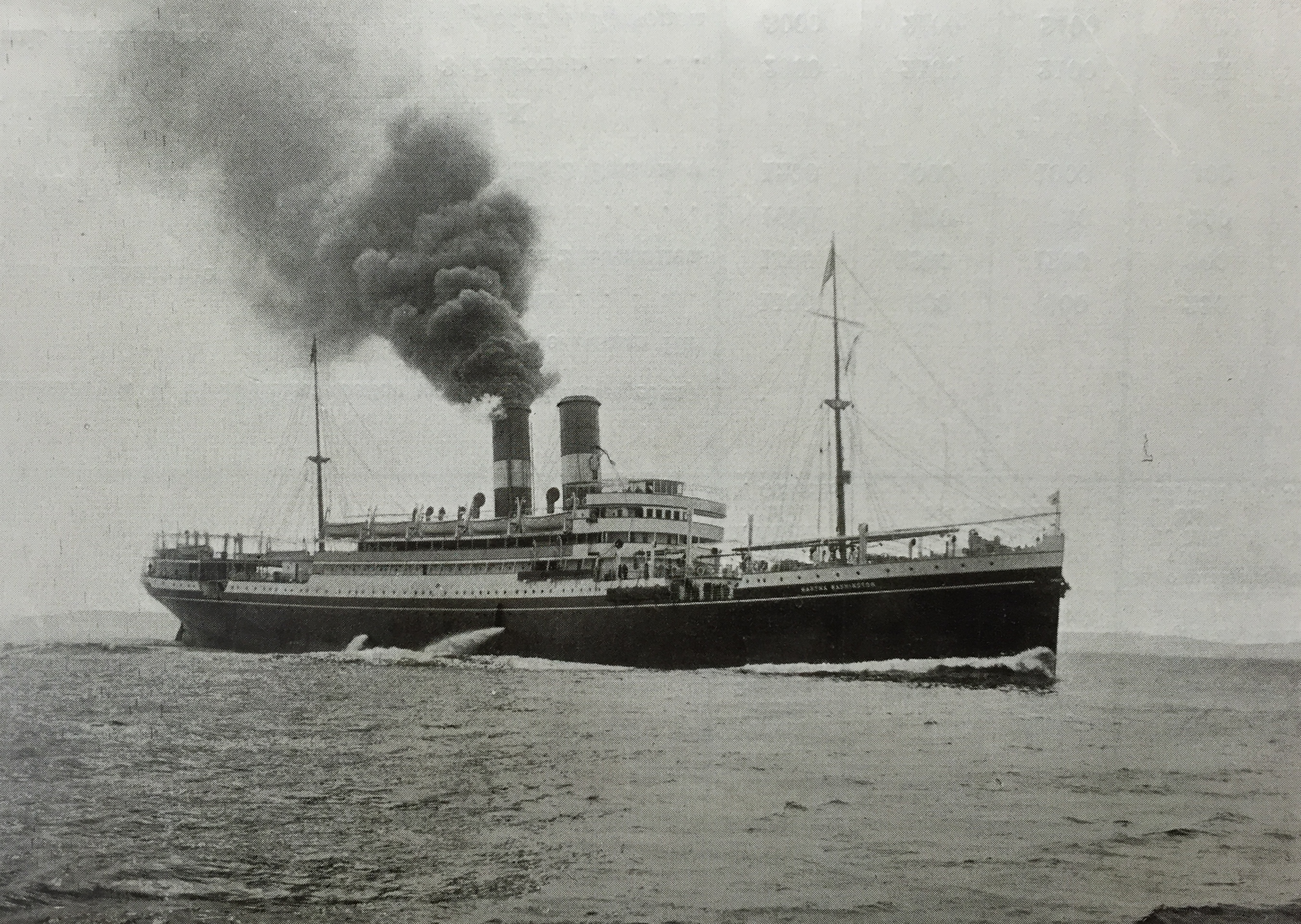
Die Martha Washington (1913)